# Marleen van Iersel
Marleen Maria van Iersel (Breda, 7 de enero de 1988) es una deportista neerlandesa que compite en voleibol, en la modalidad de playa. Es públicamente lesbiana.
Ganó dos medallas de oro en el Campeonato Europeo de Vóley Playa, en los años 2012 y 2014.

## Palmarés internacional
| Campeonato Europeo | Campeonato Europeo         | Campeonato Europeo | Campeonato Europeo |
| Año                | Lugar                      | Medalla            | Pareja             |
| ------------------ | -------------------------- | ------------------ | ------------------ |
| 2012               | La Haya (Países Bajos)     | Medalla de oro     | Sanne Keizer       |
| 2014               | Quartu Sant'Elena (Italia) | Medalla de oro     | Madelein Meppelink |